# Jacura (Venezuela)
Pour les articles homonymes, voir Jacura.
Jacura est une ville de l'État de Falcón au Venezuela, capitale de la paroisse civile de Jacura et chef-lieu de la municipalité de Jacura.